# Genetta angolensis
Espèce
Statut de conservation UICN

 LC  : Préoccupation mineure
La Genette d'Angola(Genetta angolensis) est une espèce de mammifères carnivores de la famille des Viverridés.